# کوتی (محله)
کوتی، یکی از محله‌های قدیمی بندر بوشهر است.
محله کوتی در غرب و جنوب غربی بوشهر و قسمت زیادی از آن در امتداد ساحل دریا قرار دارد و بزرگ‌ترین و قدیمی‌ترین محله بوشهر است. نام این محل به سبب قرار گرفتن ساختمان کمپانی هند شرقی که از زمان کریم خان زند در بوشهر تأسیس شده و به عمارت کوتی معروف است گرفته شده‌است.
اماکن تاریخی آن نیز امیریه (شهرداری قدیم)، کنیسه یهودیان، مسجد جامع اهل تسنن، مسجد شیخ سعدون، حسینیه روانان، قدمگاه حضرت فاطمه زهرا، مسجد امام خمینی (قبری)، مسجد امام حسن مجتبی (فیل)، عمارت کوتی، کلیسا ظهور و عمارت دهدشتی می‌باشد.